# Pax deorum
La pax deorum (« paix des dieux » en latin) est le fondement de la religion romaine.
En effet, lors de la fondation de Rome par Romulus, les dieux sont censés avoir donné leur accord lors de la prise d'auspices par Romulus. Cet accord va plus loin qu'une simple non-opposition : il signifie que les dieux sont favorables à Rome, donc que les Romains sont en paix avec les dieux, qui leur assurent leur soutien indéfectible. Cette faveur des dieux est essentielle, et il importe de la maintenir. Comme les dieux sont favorables à Rome, ils aident constamment les Romains. Ainsi, tout événement défavorable subi par Rome est la suite d'une offense faite aux dieux, qu'il convient donc de réparer, notamment par une cérémonie de supplicatio à valeur expiatoire, que le Sénat peut décréter.